# Subtilizin
Subtilizin (EC 3.4.21.62, alkalaza, alkalaza 0.6L, alkalaza 2.5L, ALK-enzim, bacilopeptidaza A, bacilopeptidaza B, Bacillus subtilis alkalna proteinaza biopraza, biopraza AL 15, biopraza APL 30, kolistinaza, subtilisin J, subtilisin S41, subtilisin Sendai, subtilisin GX, subtilisin E, subtilisin BL, genenaza I, esperaza, maksataza, alkalaza, termoaza PC 10, proteaza XXVII, termoaza, superaza, subtilisin DY, subtilopeptidaza, SP 266, savinaza 8.0L, savinaza 4.0T, kazusaza, proteaza VIII, optiklean, Bacillus subtilis alkalna proteinaza, protin A 3L, savinaza, savinaza 16.0L, savinaza 32.0 L EX, orientaza 10B, proteaza S) je enzim. Ovaj enzim katalizuje sledeću hemijsku reakciju
Hidroliza proteina sa visokom specifičnošću za peptidne veze, sa preferencijom za veliki nepromenjeni ostatak i P1. Dolazi do hidrolize peptidnih amida
Subtilisin je serinska endopeptidaza.

## Spoljašnje veze
- Subtilisin на 